# 존 S. 매키어넌
존 새먼 맥키어넌(John Sammon McKiernan, 1911년 10월 15일 ~ 1997년 3월 9일)은 미국의 정치인으로 제62대 로드아일랜드주 주지사이다.

## 학사
- 노터데임 대학교 인문사회 학사
- 보스턴 대학교 법학대학원 법학학사

## 경력
- 1946.10 ~ 1957.01 제55대 로드아일랜드 부지사
- 1950.12 ~ 1951.01 제62대 로드아일랜드 주지사

## 역대 선거 결과
| 선거명      | 직책명              | 대수 | 정당   | 득표율 | 득표수    | 결과 | 당락                     |
| ----------- | ------------------- | ---- | ------ | ------ | --------- | ---- | ------------------------ |
| 1946년 선거 | 로드아일랜드 부지사 | 55대 | 민주당 | 54.10% | 146,192표 | 1위  | 로드아일랜드 부지사 당선 |
| 1948년 선거 | 로드아일랜드 부지사 | 55대 | 민주당 | 60.05% | 190,814표 | 1위  | 로드아일랜드 부지사 당선 |
| 1950년 선거 | 로드아일랜드 부지사 | 55대 | 민주당 | 60.58% | 178,098표 | 1위  | 로드아일랜드 부지사 당선 |
| 1952년 선거 | 로드아일랜드 부지사 | 55대 | 민주당 | 53.10% | 215,460표 | 1위  | 로드아일랜드 부지사 당선 |
| 1954년 선거 | 로드아일랜드 부지사 | 55대 | 민주당 | 58.90% | 190,735표 | 1위  | 로드아일랜드 부지사 당선 |